# Oglethorpe County
Oglethorpe County är ett administrativt område i delstaten Georgia, USA, med 14 899 invånare. Den administrativa huvudorten (county seat) är Lexington.

## Geografi
Enligt United States Census Bureau så har countyt en total area på 1 145 km². 1 142 km² av den arean är land och 3 km² är vatten.

### Angränsande countyn
- Elbert County - nordost
- Wilkes County - öst
- Taliaferro County - sydost
- Greene County - syd
- Oconee County - väst-sydväst
- Clarke County - väst
- Madison County - nord